# نيكيفورس جريجوراس
نيكفوروس جريجوراس (اليونانية: Νικηφόρος Γρηγορᾶς) (1360 - 1295)، عالم فلك ومؤرخ ولاهوتي يوناني بيزنطي. يشكل كتابه الواسع الاطلاع "التاريخ البيزنطي" المكون من 37 مجلد مصدرًا وثائقيًا أساسيًا للقرن الرابع عشر.

## حياته
ولد جريجوراس في هيراكليا بونتيكا، حيث نشأ وتعلم على يد عمه يوحنا، الذي كان أسقف هيراكليا. استقر في القسطنطينية في سن مبكرة حيث قدمه عمه إلى أندرونيكوس الثاني باليولوج الذي قام بتعيينه تشارتوفيلاكس (حارس المحفوظات). في عام 1326، اقترح جريجوراس (في أطروحة لا تزال موجودة) بعض الإصلاحات في التقويم، والتي رفض الإمبراطور تنفيذها خوفًا من الاضطرابات؛ وبعد أكثر من مائتي عام، تم تقديمها بواسطة غريغوري الثالث عشر على نفس المنوال تقريبًا.

### سقوط أندرونيكوس الثاني
عندما تم خلع أندرونيكوس (عام 1328) على يد حفيده أندرونيكوس الثالث باليولوج شاركه جريجوراس في سقوطه واعتزل الحياة الخاصة. بعد أن هاجمه برلعام من كالابريا، تم إقناعه بصعوبة بالتقدم لمقابلته في حرب كلامية، والتي فاز فيها برلعام. أدى هذا إلى تعزيز سمعته بشكل كبير وجلب له عددًا كبيرًا من التلاميذ.
ظل جريجوراس مخلصًا لأندرونيكوس الأكبر حتى النهاية، ولكن بعد وفاته نجح في كسب تأييد حفيده، الذي تم تعيينه من خلاله لإجراء المفاوضات غير الناجحة (من أجل اتحاد الكنائس اليونانية واللاتينية) مع سفراء البابا يوحنا الثاني والعشرون (عام 1333).

### الجدل الهدوئي
ابتداءً من عام 1346، لعب غريغوراس دورًا مهمًا في الجدل الهدوئي بتشجيع من الإمبراطورة آنا، من خلال نشر منشور عارض فيه بشدة غريغوريوس بالاماس، المؤيد الرئيسي للعقيدة. على الرغم من أنه أقنع بعض رجال الكنيسة البارزين، مثل يوسف جانوس وأرسينيوس الصوري، إلا أن رأيه كان مخالفًا لرأي الإمبراطور يوحنا السادس كانتاكوزين. على الرغم من أنه قدم آرائه بإسهاب في مجمع 1351، إلا أن هذا المجمع أعلن أن آرائه هرطقة ومذاهب بالاماس أرثوذكسية. وقد أتيحت له وللمنشقين الآخرين الفرصة للتراجع، لكنه رفض. ثم سُجن عملياً في أحد الأديرة لمدة عامين.

### الحملة ضد عقيدة غريغوريوس بالاماس
على الرغم من أن عقيدة جريجوريوس بالاماس أصبحت مقبولة من قبل غالبية الكنيسة الأرثوذكسية، إلا أن جريجوراس استمر في حملته ضد ما اعتبره عقيدة هرطقة فُرضت على الكنيسة من قبل مجلس لصوص. أصبح راهبًا وكرس نفسه للحملة ضد البالاميين، مما أدى إلى تدمير صداقته مع جون كانتاكوزين. تم وضعه في البداية تحت الإقامة الجبرية، ثم تم احتجازه في دير خورا. ولما أطلق سراحه من الدير سنة 1354، عاد جريجوراس إلى وعظاته وإداناته. خصص غريغوراس اثنين من كتبه السبعة والثلاثين في تاريخه الروماني لاعتراضاته على عقيدة بالاماس؛ وفقًا لدونالد نيكول: "من المخيب للآمال أن يتحول جريجوراس الفيلسوف والمؤرخ إلى مجادل صاخب في سنواته الأخيرة".

## كتاباته
العمل الرئيسي لجريجوراس هو كتابه التاريخ البيزنطي الذي قام فيه بتغطية الأعوام من 1204 إلى 1359 في 37 كتاب. وهو يكمل جزئيًا ويواصل جزئيًا عمل جورج باتشيميرز. ويظهر جريجوراس قدراً كبيراً من الصناعة، ولكن أسلوبه يتسم بالغرور والتأثر. هذا العمل وعمل جون كانتاكوزين يكملان ويصححان بعضهما البعض، ويجب قراءتهما معًا.
كتابات جريجوراس الأخرى والتي (مع استثناءات قليلة) لا تزال غير منشورة تشهد على تنوعه الكبير. من بينها يمكن ذكر تاريخ الخلاف مع بالاماس. سيرة عمه ومعلمه الأول يوحنا، مطران هيراكليا، والشهيد كودراتوس الأنطاكي؛ خطب جنازة ثيودور ميتوشيتس، والإمبراطورين أندرونيكوس؛ تعليقات على تجوال أوديسيوس وعلى أطروحة سينيسيوس عن الأحلام؛ مقالات في قواعد الإملاء والألفاظ المشكوك في معناها؛ حوار فلسفي يسمى فلورنتيوس أو فيما يتعلق بالحكمة؛ أطروحات فلكية عن تاريخ عيد الفصح، وعن إعداد الأسطرلاب وعن الحساب التنبؤي لكسوف الشمس؛  ومراسلات واسعة. 